# Shelbyville, Indiana
Shelbyville är huvudort i Shelby County i delstaten Indiana, USA. Shelbyville är administrativ huvudort (county seat) i Shelby County.

## Kända profiler
- Sandy Allen (1955-2008), världens tidigare längsta kvinna
- Charles Major (1856-1913), författare
- Edna Parker (1893-2008), världens äldsta person från den 13 augusti 2007 tills hennes död, den 26 november 2008